# Mambo No. Sex
Mambo No. Sex ist ein im Jahr 1999 erschienenes Eurodance-Album von E-Rotic.

## Hintergrund
Das Album Mambo No. Sex ist das letzte Album, das Lyane Leigh einsang, obwohl sie schon seit 1995 nicht mehr auf der Bühne stand. Rapper Raz-Ma-Taz war seit 1995 nicht mehr für E-Rotic auf der Bühne, aber sang dennoch beim Song Temple of Love. Wie bei den letzten Alben produzierte David Brandes und sang und rappte die männlichen Vocals. Lyane Leighs Nachfolgerin Lydia Madajewski sang für das Album nur den Song Mambo No. Sex, der im September 1999 als Single veröffentlicht wurde.  
Die Bühnendarsteller waren zu der Zeit Ché Jouaner und Jeanette Christensen, die auch auf dem Cover abgebildet ist.
Das Album Mambo No. Sex ist beinahe identisch mit dem E-Rotic-Album Kiss Me. Sie unterscheiden sich darin, dass das Album Kiss Me nur in Japan und Russland erschien und dass der Song Kiss Me nicht auf dem Album Mambo No. Sex sowie der gleichnamige Song nicht auf dem Album Kiss Me veröffentlicht wurde. Allerdings wurde das Lied Kiss Me im August 1999 weltweit als Single veröffentlicht.  

## Titelliste
1. Mambo No. Sex (Radio Edit) – 3:03
2. Temple of Love – 3:17
3. Give a Little Love – 3:55
4. Don’t Talk Dirty to Me – 3:24
5. Oh Nick Please Not So Quick – 3:20
6. Wild and Strong – 4:18
7. Sam – 3:26
8. Do It All Night – 3:46
9. Dance with the Vamps – 3:57
10. Dr. Love – 3:14
11. Makin’ Love in the Sun – 3:56
12. Wish You Were Here – 3:12
13. Oh Nick Please Not So Quick (Flute Version) – 3:32
14. Mambo No. Sex (Extended Version) – 4:59
15. Sam (Extended Version) – 6:05